# Indigofera polygaloides
Indigofera polygaloides là một loài thực vật có hoa trong họ Đậu. Loài này được M.B.Scott miêu tả khoa học đầu tiên.